# Parapontoporia
Parapontoporia es un género extinto de cetáceo clasificado dentro de la superfamilia Platanistoidea, representada actualmente por los llamados delfines de río. La especie vivió en las costas de California (Estados Unidos) y Japón a finales del Mioceno e inicios del Plioceno.
Se han descrito tres especies:

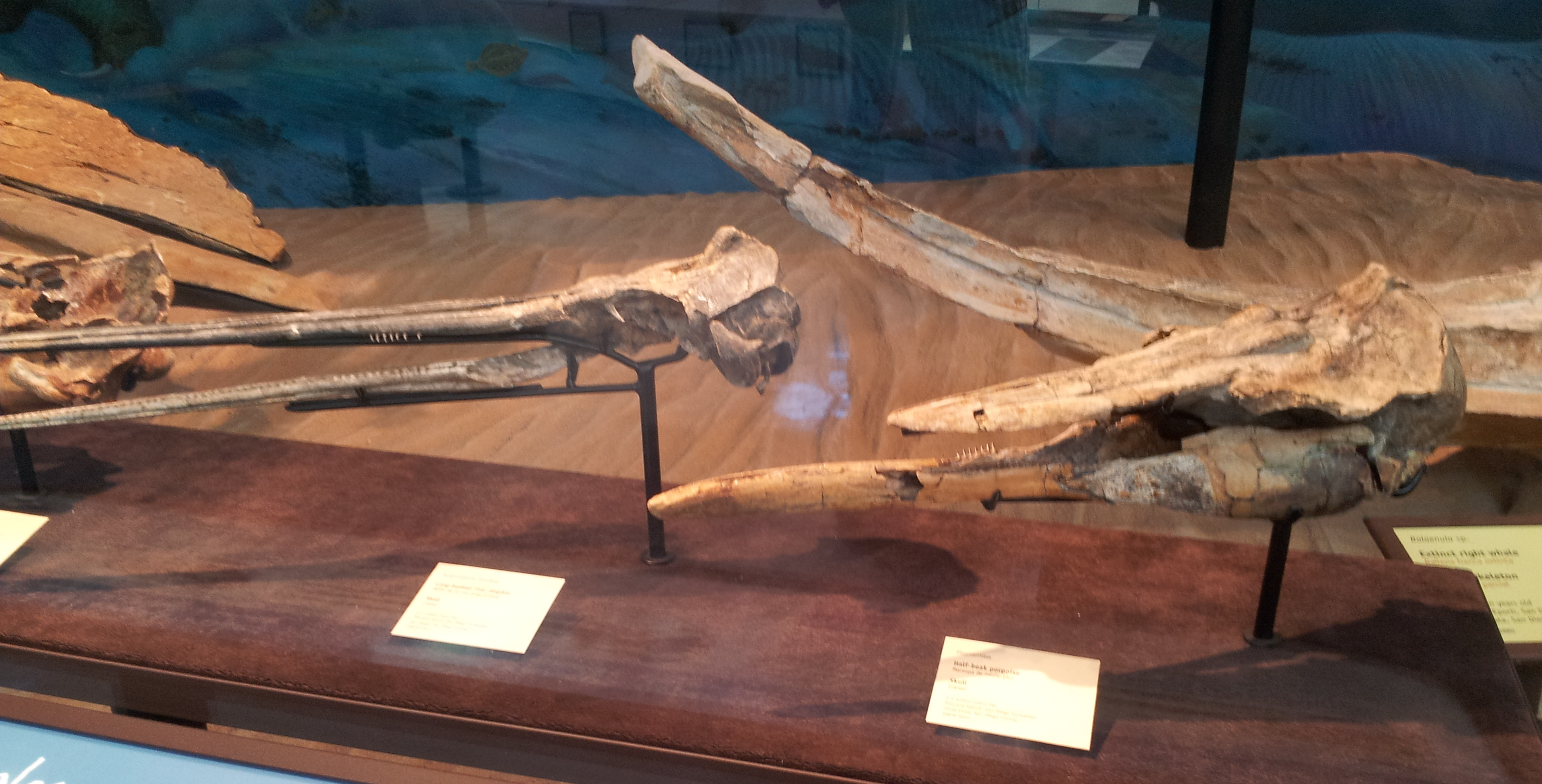
Cráneo fósil (izquierda), junto al de Semirostrum

- Parapontoporia pacifica, la especie tipo, descrita por Barnes en 1984, hallada en la Formación Almejas en California
- Parapontoporia sternbergi, descrita por Gregory and Kellogg en 1927, hallada en la Formación San Diego en California
- Parapontoporia wilsoni, descrita por Barnes en 1984, hallada en la Formación Purísima en California